# Діана Арбус
Діана Арбус (англ. Diane Arbus; 1923—1971) — американська фотографка, представниця нью-йоркської школи, одна з центральних фігур документальної фотографії. Незважаючи на свою маргінальну естетику, Діана Арбус вважається однією з найвпливовіших фотографів ХХ століття.

## Життєпис

### Дитинство та юність
Народилася 14 березня 1923 року в Гринвіч-Вілледж, в Нью-Йорку, США, поблизу привілейованих районів Парк-Авеню і Централ Парк.
Арбус виросла у заможній сім'ї, яка володіла магазином хутра Russek's (Russek's Department Store) на П'ятій авеню. Батько Девід був головним натхненником бізнесу: робота займала майже весь його час. Мати Гертруда вела спосіб життя заможної американки і часто була недоступною для дітей. Виховання доручили нянькам (у кожної дитини була своя). Діана була близька зі старшим братом Говардом (пізніше відомим поетом) і молодшою сестрою Рене.
У 1930-ті Діана відвідувала школу Ethical Culture School, що входить в систему Ліги Плюща, а трохи пізніше — Філдстонську школу (Fieldston School), де проявився її хист до образотворчого мистецтва. Художні нахили заохочував батько Діани: він просив ілюстраторку Russek's, Дороті Томпсон, займатися з Діаною живописом. Томпсон вивчала графіку у майстерні берлінського художника-експресіоніста Георга Гросса; Арбус теж казала про прихильність до його творчості. У 1937 році Арбус зустрічає майбутнього актора Аллана Арбуса і негайно виявляє бажання одружитися з ним. Щоб перешкодити цьому, батьки відсилають Діану в 1938 році на літні курси в Каммінгтонську школу мистецтв, де вона знайомиться з Алексом Еліотом (що у 1947 році займе посаду художнього редактора журналу Time). Еліот став другою великою любов'ю Діани Арбус.

## Спадщина

### Найвідоміші роботи
- «Хлопчик з іграшковою гранатою у Центральному парку» (Child with Toy Hand Grenade in Central Park, Нью-Йорк, 1962)

На фотографії зображений хлопчик, у якого незграбно звисає з лівого плеча бретель комбінезона. Він притискає свої руки до тулуба, в його правій долоні — іграшкова граната, ліва долоня стиснута у формі гака, на обличчі гримаса. Щоб зробити цю фотографію, Арбус попросила хлопчика зупинитися, а сама ходила з фотоапаратом навколо нього, намагаючись знайти правильний кут. Хлопчикові набридло чекати і він сказав: «Знімайте ж нарешті!».
- «Близнюки» (Identical Twins, 1967)

Дві сестри-близнючки, одягнені в вельветові сукні, стоять поруч одна з одною. Одна з них посміхається, а інша — злегка нахмурена. Вважається, що ця фотографія Арбус була використана Стенлі Кубриком у його фільмі «Сяйво». Кадр Кубрика відтворює подібний сюжет і композицію: близнюки позують перед камерою.
- «Єврей-велетень зі своїми батьками вдома в Бронксі, Нью-Йорк» (Jewish Giant at Home with His Parents in The Bronx, NY, 1970)

Едді Кармел, відомий у США як Jewish Giant, стоїть в квартирі з батьком і матір'ю — вони набагато нижчі зростом. Фотографію інтерпретують різними способами. Непропорційне тіло виглядає як протиріччя до щасливого сімейного життя. Урочистість батьків і згорблена постать велетня демонструють нездоланну прірву у відносинах між ними. Також відзначають здивування місіс Кармел при погляді на сина: як ніби вона бачить його вперше в житті.